# الجين الأزرق

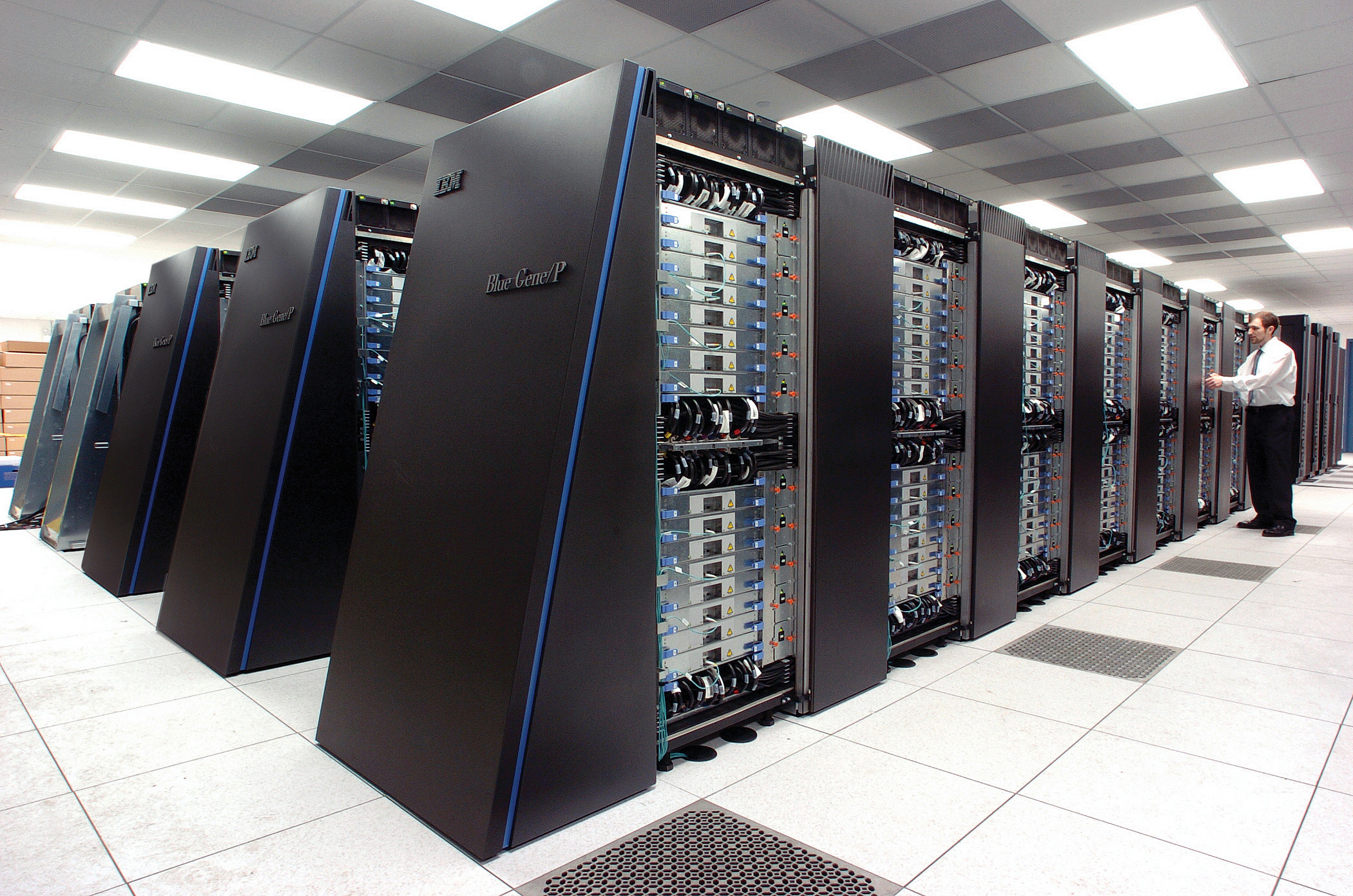
حاسب Blue Gene/P

الجين الأزرق هو مشروع بنية حاسوبية يهدف لإنتاج العديد من الحواسيب الفائقة، كما يهدف لتحقيق سرعات تنفيذ في مدى الـ PFLOPS، وقد تمكن حتى الآن من تحقيق سرعات أداء تقارب الـ TFLOPS 500.
وهو عبارة عن مشروع تعاوني بين آي بي إم (بالإنجليزية: IBM)‏ وبصورة خاصة آي بي إم روشستر (بالإنجليزية: IBM Rochester [الإنجليزية]) ومركز أبحاث توماس واتسون (بالإنجليزية: Thomas J. Watson Research Center) ومختبر لورنس ليفرمور الوطني (بالإنجليزية: مختبر لورانس ليفرمور الوطني اختصاراً LLNL) ووزارة الطاقة الأمريكية (التي تمول هذا المشروع جزئياً) وبعض الأوساط الأكاديمية.
ويجري حالياً تطوير أربعة مشاريع لـ Blue Gene وهي:
- Blue Gene/L
- Blue Gene/C
- Blue Gene/P
- Blue Gene/Q

وقد كرم الرئيس الأمريكي باراك أوباما هذا المشروع بمنحه الوسام الوطني للتكنولوجيا والابتكار وتم منح هذه الجائزة في السابع من تشرين الأول (أكتوبر) عام 2009.

## Blue Gene/L

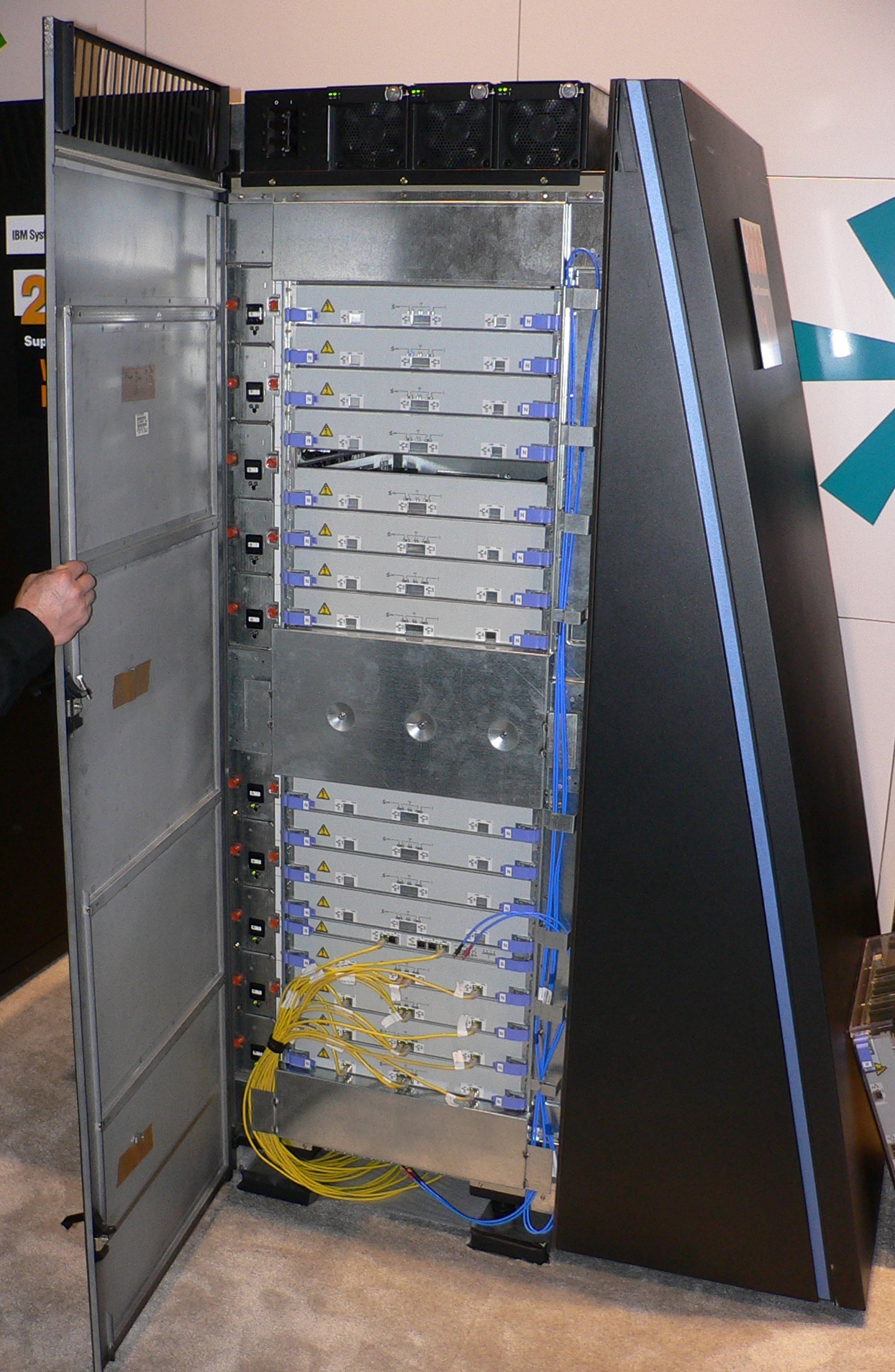
خزنة في حاسب Blue Gene/L

هو الحاسوب الأول في سلسلة حواسيب Blue Gene تم تطويره بالشراكة مع مختبر لورنس ليفرمور الوطني، ذروة أداء هذا الحاسب من الناحية النظرية هي التنفيذ بسرعة 360 TFLOPS، وعملياً حقق هذا الحاسب أكثر من 280 TFLOPS بالاستناد لمرجعية لينباك (بالإنجليزية: LINPACK) لقياس الأداء. وبعد التحسينات التي طرأت عليه في عام 2007 أصبح قادراً على التنفيذ بسرعة 478 TFLOPS عملياً و596 TFLOPS بالاستناد للحسابات النظرية.
ومن الجدير بالذكر أن مصطلح Blue Gene /L يشير أحياناً إلى الحواسيب التي تم تركيبها في LLNL ؛ وأحياناً آخرى لبنية الحاسب.
في شهر نوفمبر عام 2006، كان هناك 27 حاسوباً على قائمة أفضل 500 حاسب في العالم (بالإنجليزية: توب 500) تستخدم جميعها بنية Blue Gene /L وصنفت هذه الحواسيب بأنها ذات بنية eServer Blue Gene Solution.
قي كانون الأول (ديسمبر) عام 1999، أعلنت IBM عن رصد مبلغ 100 مليون دولار لمبادرة بحثية لمدة خمس سنوات لبناء حاسب يعتمد تقنية المعالجة المتوازية الشاملة Parallel Computer، ليتم استخدامه في تطبيقات دراسة الظواهر الجزيئية الحيوية مثل طي البروتين (بالإنجليزية: تطوي البروتين).

### يهدف هذا المشروع لأمرين رئيسيين
1. تطوير فهمنا للآليات وراء طي البروتين عن طريق محاكاة واسعة النطاق.
2. استكشاف أفكار جديدة في بنية الآلات المتوازية الشاملة وبرمجياتها.

وينبغي أن يتيح هذا المشروع المحاكاة الجزيئية الحيوية التي تتضمن أوامر من حجم أكبر من إمكانات التكنولوجيا الحالية.

### المجالات الرئيسية للبحث في هذا الموضوع
1. كيفية استخدام هذه المنصة الجديدة بفعالية لتحقيق أهدافها العلمية
2. كيفية جعل هذه الآليات المتوازية الشاملة أكثر قابلية للاستخدام.
3. كيفية تحقيق أهداف الأداء بتكلفة معقولة، من خلال هذه البنية الجديدة.

ومن الجدير بالذكر أن تصميم هذه البنية قائم بشكل كبير على بنية الحواسيب الفائقة السابقة كـ QCDOC [الإنجليزية] وQCDSP.
في تشرين الثاني (نوفمبر) عام 2001، انضم مختبر لورنس ليفرمور الوطني إلى IBM كشريك لبحوث Blue Gene..
وفي التاسع والعشرين من أيلول (سبتمبر) عام 2004، أعلنت IBM أن نموذج Blue Gene/L في IBM Rochester قد تفوق على الحاسوب محاكي الأرض كأسرع حاسب في العالم، مع سرعة 36.01 TFLOPS وفقاً لمرجعية Linpack، في حين كانت سرعة Earth Simulator تساوي لـ 35.86 TFLOPS.
وقد تم تصميمه باستخدام نظام الخزائن الثمانية (بالإنجليزية: 8 cabinet [الإنجليزية]) حيث يوضع في كل خزنة 1,024 عقدة حسابية، وبعد مضاعفة عدد هذه الخزائن إلى 16 خزنة وصلت سرعة الجهاز لـ 70.72 TFLOPS بحلول تشرين الثاني (نوفمبر) 2004 موصلاً هذا النوع من الحواسيب إلى المرتبة الأولى في قائمة أفضل 500 حاسب في العالم.
وفي الرابع والعشرين من آذار (مارس) عام 2005، أعلنت وزارة الطاقة الأمريكية أن Blue Gene/L المبني في LLNL حطم رقمه القياسي السابق بتسجيله لسرعة 135.5 TFLOPS هذا الإنجاز كان ممكناً بسبب مضاعفة عدد الخزائن إلى 32 خزنة.
على لائحة أفضل 500 حاسب في العالم، احتلت حواسب Blue Gene/Lالمنشأة في العديد من المواقع في جميع أنحاء العالم 3 مراكز من أصل المراكز العشر الأولى و13 من أصل الـ 64 حاسب الأولى.
ثلاثة من حوامل (بالإنجليزية: racks) حواسب Blue Gene/L توجد في مركز سان دييغو للحواسيب الفائقة (بالإنجليزية:San Diego Supercomputer Center [الإنجليزية]) ومتاحة لأغراض البحث الأكاديمي.
في السابع والعشرين من تشرين الأول (أكتوبر) عام 2005، أعلن LLNL وIBM أن Blue Gene/L حطم مرة أخرى الرقم القياسي السابق حيث بلغت سرعته280.6 TFLOPS وفقاً لمرجعية Linpack، وعند الوصول إلى التشكيل النهائي كان الحاسب مزوداً بـ 65,536 عقدة حسابية, و1024 عقدة إضافية لنظام الدخل/ خرج، وبـ 64 خزنة تبريد للهواء. واستخدم حاسب Blue Gene/L التابع لـ LLNL نظام لوستر للملفات (بالإنجليزية: Lustre File System) للوصول إلى العديد من أنظمة الملفات في مدى 600TB-1PB.
Blue Gene/L هو أيضاً أول حاسب فائق على الإطلاق يقوم بإنجاز أكثر من 100 TFLOPS على تطبيق من تطبيقات العالم الحقيقي، والذي كان تطبيقاً لـ (ddcMD) في محاكاة التصلب للمعدن المنصهر تحت الظروف المناسبة من ضغط عال ودرجة حرارة مناسبة. وحصل هذا الإنجاز في عام 2005 على جائزة غوردون بيل (بالإنجليزية: Gordon Bell Prize).
وفي الثاني والعشرين من حزيران (يونيو) عام 2006، إدارة الأمن النووي (بالإنجليزية: NNSA [الإنجليزية]) وIBM أعلنتا أن Blue Gene/L حققت 207.3 TFLOPS في تطبيق كيميائي كمي. وفي الرابع عشر من تشرين الثاني (نوفمبر) عام 2006، منح Blue Gene/L الجائزة الأولى في جميع فئات تحديات الحوسبة عالية الأداء.
في السابع والعشرين من نيسان (أبريل) عام 2007, كان فريق من مركز أبحاث آي بي إم مادن (بالإنجليزية: IBM Almaden Research Center [الإنجليزية]) وجامعة ولاية نيفادا يدير شبكة صناعية عصبية (بالإنجليزية: شبكة عصبونية اصطناعية) تقارب في تعقيدها إلى نصف تعقيد دماغ فأر في زمن يعادل الثانية (تم تشغيل الشبكة في 0.1 من السرعة العادية لمدة 10 ثواني).
في تشرين الثاني (نوفمبر) عام 2007، بقي Blue Gene/L التابع لـ LLNL يحتل موقع الحاسب الفائق الأسرع في العالم. حيث تمت ترقيته منذ القياس السابق، وكان يعمل بسرعة تعادل 3 أضعاف سرعة الحاسب الذي يحتل المركز الثاني وهو حاسب من فئة Blue Gene/P.

### الميزات الرئيسية
1. تحقيق استهلاك منخفض الطاقة على حساب سرعة المعالجات.
2. معالجات ثنائية في كل عقدة مع وضعين للعمل,
3. يتبع لتصميم نظام على رقاقة (System-on-a-chip).
4. عدد كبير من العقد الحسابية قابل للزيادة في المدى بين إلى 1024 إلى 65,536 عقدة على الأقل.
5. غلاف ثلاثي الأبعاد للترابط مع شبكات فرعية للاتصالات العالمية، والإدخال / الإخراج، والإدارة.
6. نظام تشغيل خفيف الوزن في كل عقدة لتشغيل النظام في الحد الأدنى من النفقات العامة (الضوضاء الحسابية).

### البنية

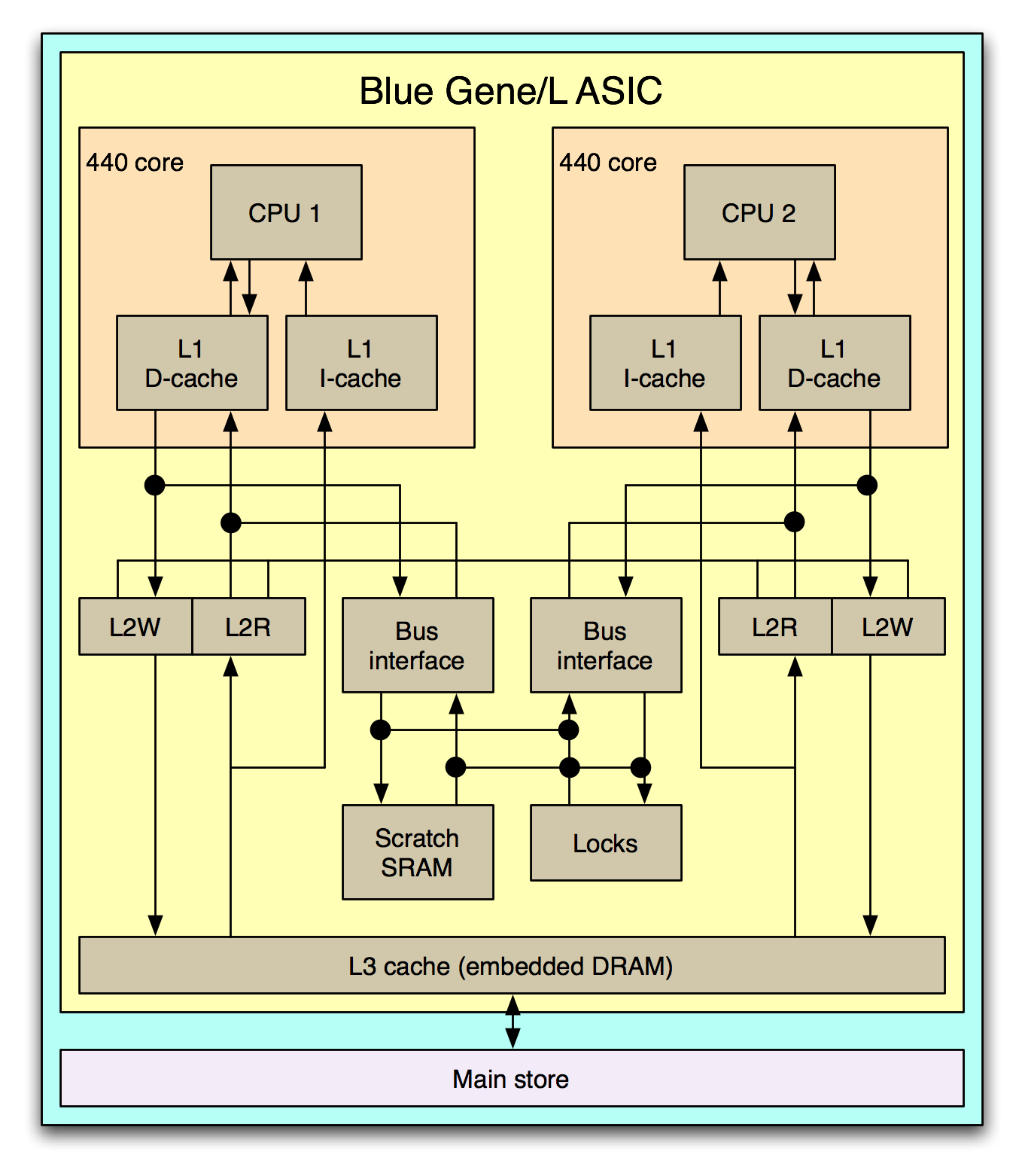
مخطط Blue Gene/L ASIC بأنوية dual PowerPC 440

كل عقدة حساب أو إدخال / إخراج العقدة هي دارة متكاملة محددة التطبيق (بالإنجليزية: ASIC [الإنجليزية]) مع رقاقة ذاكرة ديناميكية عشوائية الوصول (بالإنجليزية: DRAM)
ASIC تدمج معالجين 700 ميغا هيرتز من PowerPC 440، يحوي كل منهما على:
1. وحدة عمليات فاصلة عائمة (بالإنجليزية: Floating-point unit) بقناة توارد مزودجة - ثنائية الدقة.
2. نظام فرعي للذواكر الخابية (بالإنجليزية: Cache [الإنجليزية]) مع متحكم داخلي لذواكر الوصول العشوائي الديناميكية (built-in DRAM controller) ومنطق لدعم النظم الفرعية للاتصالات المتعددة.

وحدة عمليات الفاصلة العائمة تعطي كل عقدة في نظام Blue Gene/L نظرياً سرعة تنفيذ تعادل 5.6 GFLOPS، كما أن وحدات المعالجة المركزية في العقد ليست متسقة الخابيات في ما بينها.

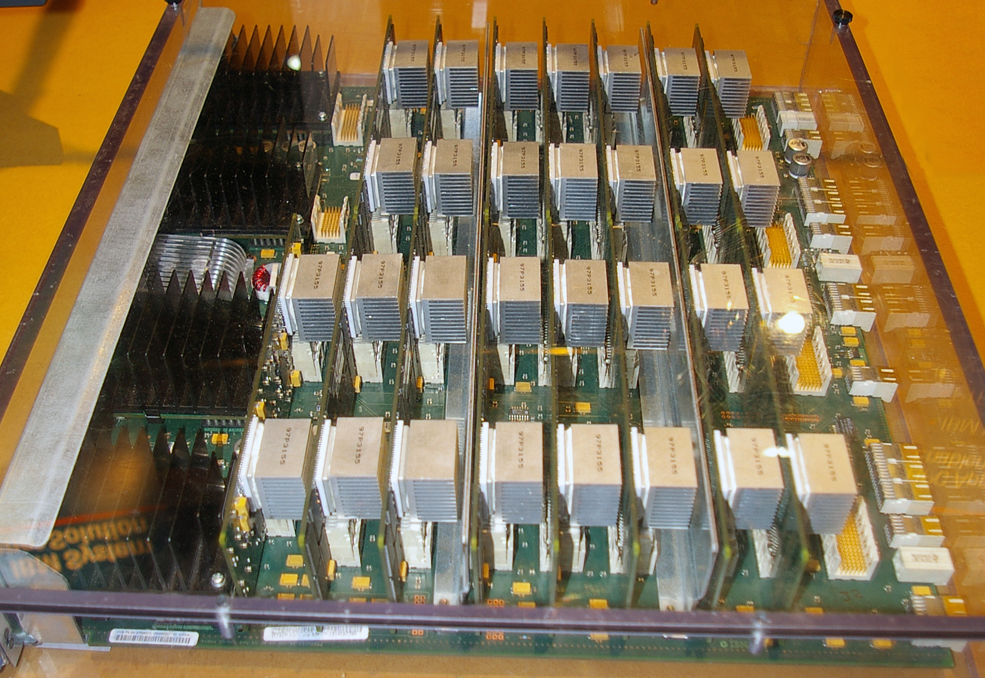
لوحة عقدية في Blue Gene/L

العقد الحسابية تحزم كعقدتين لكل بطاقة حسابية، ويوجد في كل لوحة عقدية 16 بطاقة حسابية بالإضافة إلى عقدتين دخل / خرج، وتحوي كل خزنة على 32 لوحة عقدية.
بتكامل جميع الأنظمة الجزئية الأساسية في رقاقة واحدة فإن كل عقدة حسابية أو عقدة دخل خرج تبدد طاقة منخفضة (حوالي 17 واط، بما في ذلك ذاكرة الوصول العشوائي الديناميكية), هذا بدوره يسمح بحزم شديد الفعالية لأكثر من 1024 عقدة حسابية بالإضافة إلى عقد دخل / خرج إضافية في 19 خزنة قياسية، ضمن حدود معقولة من إمدادات الطاقة الكهربائية وتبريد الهواء.
كل عقدة في نظام Blue Gene مرتبطة بثلاث شبكات اتصال متوازية:
1. شبكة ملف حلقي ثلاثية الأبعاد (3D toroidal network) تستخدم في اتصالات النظير للنظير (Peer-To-Peer) بين العقد الحسابية.
2. شبكة جماعية (collective network) للاتصال الجماعي.
3. شبكة مقاطعة عالمية (global interrupt network) للحواجز السريعة.

عقد الدخل/ خرج التي تستخدم نظام تشغيل لينوكس (Linux) توفر الاتصال مع العالم عبر شبكة إيثرنت (بالإنجليزية: إيثرنت)، وتتعامل مع عمليات نظام الملفات نيابة عن العقد الحسابية، وفي هذه البنية توجد شبكات Ethernet منفصلة تؤمن الوصول لأي عقدة من أجل عمليات التكوين (بالإنجليزية: configuration) والتمهيد (بالإنجليزية: إقلاع (حاسوب)) والتشخيص (بالإنجليزية: diagnostics).
عقد Blue Gene الحسابية تستخدم نظام تشغيل صغير - بأقل إمكانات - يدعم برنامج المستخدم الواحد. وتدعم استدعاءات مجموعة فرعية من واجهات نظام التشغيل المحمولة للينوكس (بالإنجليزية: بوزيكس) فقط ويمكن تشغيل عملية واحدة فقط في وقت واحد، كما يحتاج المبرمجون لتطبيق (بالإنجليزية: Green threads [الإنجليزية]) لمحاكاة التزامن المحلي.
تطوير التطبيقات يتم عادة باستخدام لغات (C, C++, Fortran) وباستخدام واجهة تمرير الرسائل (بالإنجليزية: واجهة تمرير الرسائل كاختصار MPI) للتواصل. بالإضافة لاستخدام بعض لغات البرمجة مثل (Ruby scripting language) في العقد الحسابية.
للسماح لأكثر من برنامج بالعمل في وقت واحد يمكن لنظام Blue Gene أن يقسم إلى مجموعات من العقد المعزولة إلكترونياً, عدد العقد في كل مجموعة يجب أن يكون من قوى العدد 2 ويجب أن تحتوي كل مجموعة على ما لا يقل عن 32 عقدة وعلى الأكثر تكون كل العقد موضوعة في قسم واحد، ولتشغيل برنامج ما باستخدام Blue Gene/L فإن عملية التقسيم يجب أن تكون محفوظة وعندها يقوم البرنامج بالتنفيذ على كل العقد في القسم ولا يسمح لأي برنامج آخر بأن يصل لهذا القسم طوال فترة استخدامه من قبل البرنامج الحالي وعند الانتهاء تحرر جميع العقد ليتم استخدامها من قبل برامج أخرى.
بوجود عدد كبير من العقد فإن فشل مكون من مكونات النظام هو أمر حتمي لا مفر منه ولذا فإن النظام يقوم - كهربائياً - بعزل العتاديات التي تعاني من الفشل للسماح للجهاز بمواصلة أدائه.

## Cyclops64 أو Blue Gene/C

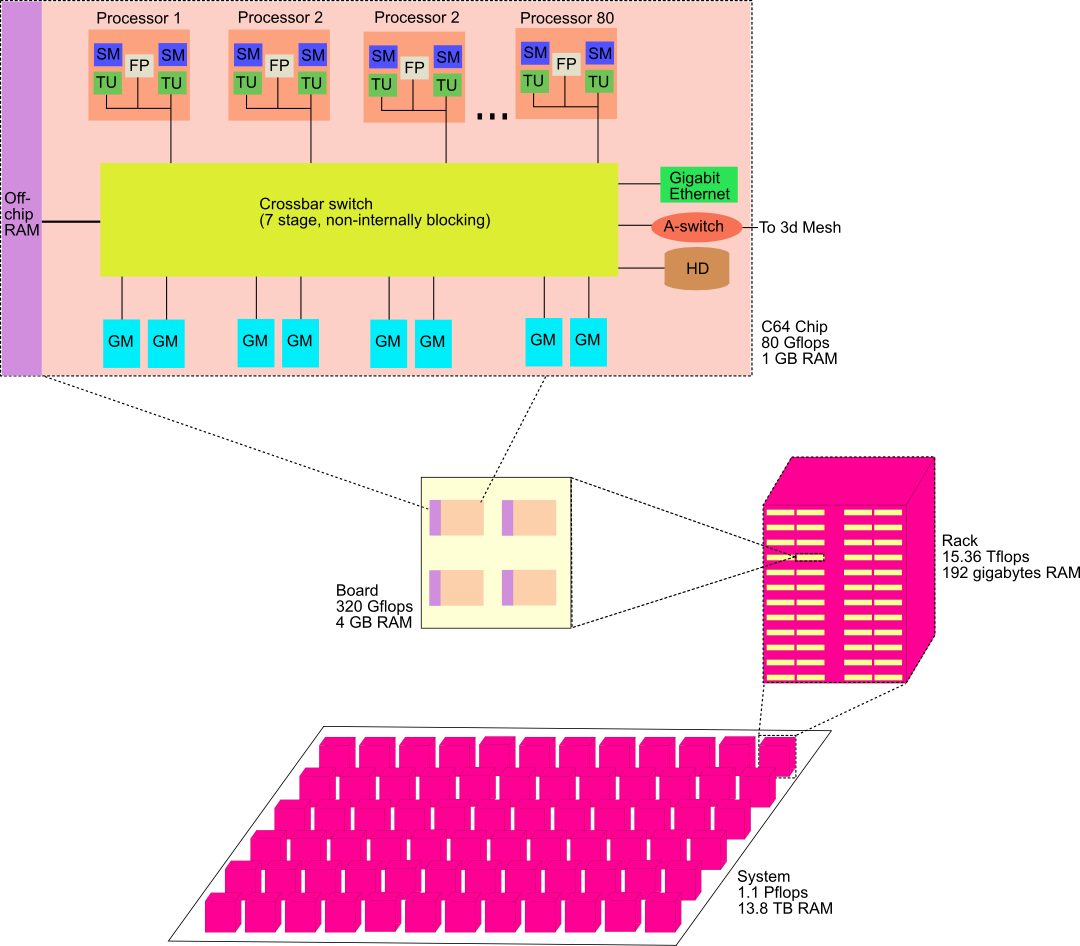
بنية Blue Gene/C

Blue Gene/C (أعيدت تسميتها الآن إلى Cyclops64) هي شقيقة لمشروع Blue Gene/L, وهي مشروع يهدف لإنشاء حاسب فائق شامل ذو بنية متوازية على رقاقة خلوية وكان من المقرر إطلاقه في العام 2007 ولكن تم التأجيل. وضع هيكل هذه البنية Monty Denneau الفائز بجائزة Cray award والذي يدير هذا المشروع حالياً.

## Blue Gene/P

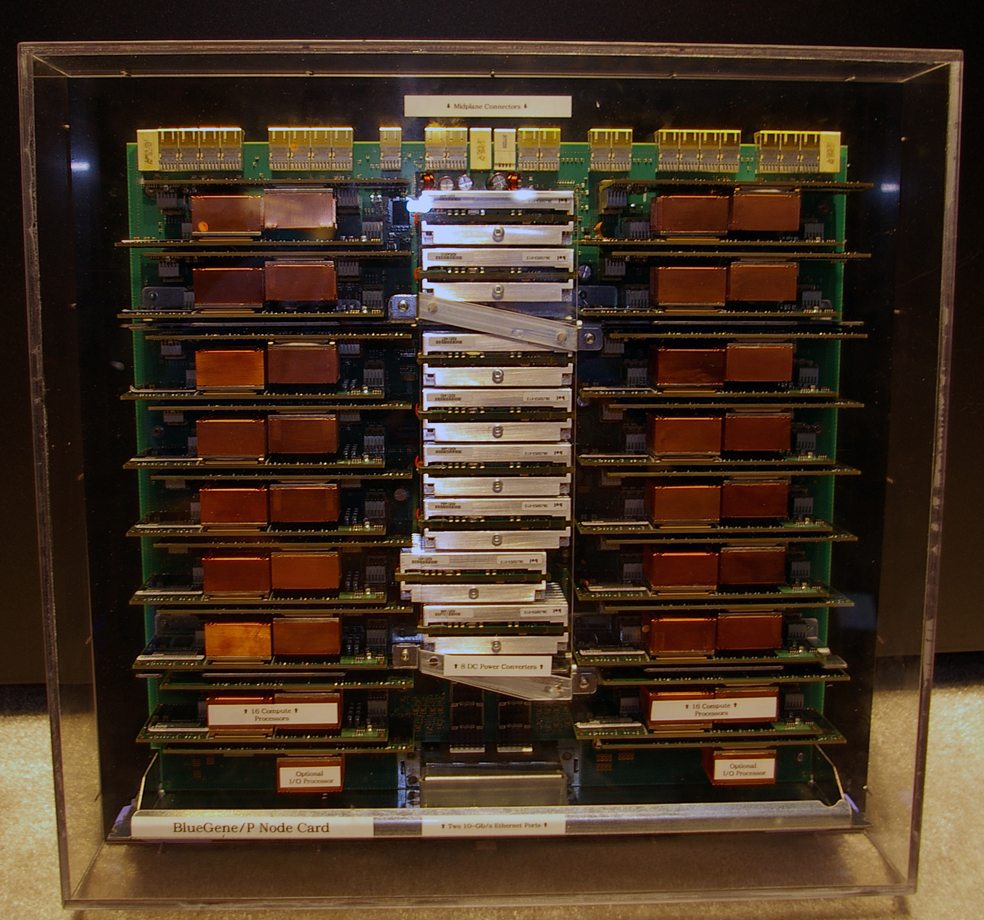
حامل Blue Gene/P

في السادس والعشرين من حزيران (يونيو) عام 2007, كشفت IBM النقاب عن Blue Gene/P، الجيل الثاني من حواسيب Blue Gene الفائقة والذي صمم ليعمل بشكل مستمر على سرعة 1 PFLOPS، ويمكن أن يتم تشكيله وتطويره ليصل إلى سرعات تزيد على 3 PFLOPS وعلاوة على ذلك، فإنه أكثر كفاءة بسبعة أضعاف على الأقل في استخدام الطاقة من أي حاسب فائق آخر بسبب استخدام العديد من الرقاقات الصغيرة والمنخفضة الطاقة مرتبطة من خلال خمس شبكات متخصصة.
تتكامل المعالجات على كل رقاقة Blue Gene/P وتشكيلة Blue Gene/P التي تحقق 1PFLOPS تحوي على 294,912 معالج, 72 حامل (rack) وشبكة ألياف بصرية. ويمكن زيادة هذه المكونات لتصل إلى 884,736 معالج، 216 حامل لتحقيق سرعة 3 PFLOPS. بنية Blue Gene/P القياسية ستحوي على 4,096 معالج في كل حامل.

## Blue Gene/Q
الحاسب الأخير في سلسلة Blue Gene، ويهدف Blue Gene/Q لتحقيق 20 PFLOPS بحلول عام 2011 وسيستمر في تطوير وتوسيع بنية Blue Gene/L وBlue Gene/P بترددات أعلى لتحسين الأداء لكل واط.
Blue Gene/Q سيحوي عدداً مقارباً لعدد العقد في سابقيه ولكن بأنوية أكثر لكل عقدة. عدد هذه الأنوية في كل رقاقة غير معروف حتى الآن ولكنه من الممكن أن يتراوح بين 8 – 16 نواة مع ذاكرة بحجم 1 GB لكل نواة.
النموذج الأصلي لنظام Blue Gene/Q سمي سيكوبا (بالإنجليزية: Sequoia) وسوف يتم تثبيته في مختبر لورنس ليفرمور الوطني في عام 2011 كجزء من برنامج المحاكاة المتقدمة والحوسبة لتشغيل محاكاة نووية وبحوث علمية متقدمة، وسيحتوي على 98,304 عقدة حسابية و1.6 مليون نواة معالج وذاكرة 1.6 PB في 96 حامل ويغطي مساحة تقدر بـ 3000 قدم مربع ويستهلك 6 ميجا واط من الكهرباء.

## وصلات خارجية
- «الـجـيـنـة الــزرقــاء»  سويس انفو.